# Ibrahim el- Salahi
Ibrahim El-Salahi (em árabe: إبراهيم الصلحي, nascido em 5 de setembro de 1930) é um pintor sudanês, ex-funcionário público e diplomata. Ele é um dos principais artistas visuais da Universidade de Cartum, fazendo parte do Modernismo Africano e do movimento pan-árabe de arte Hurufiyya, que combinou formas tradicionais de caligrafia islâmica com obras de arte contemporânea. Em 2013, com a ocasião da primeira Exposição retrospectiva da Tate Modern de um artista contemporâneo da África, o trabalho de El-Salahi foi caracterizado como "um novo vocabulário visual sudanês, que surgiu de sua própria integração pioneira de tradições artísticas islâmicas, africanas, árabes e ocidentais". 

## Vida inicial
Ibrahim El-Salahi nasceu em 5 de setembro de 1930, em El-Abbasyia, um bairro de Ondurmã, Sudão, em uma família muçulmana. É considerado um dos artistas africanos contemporâneos mais importantes. Seu pai estava encarregado de matricular em uma escola corânica, onde El-Salahi aprendeu a ler, escrever e praticar a caligrafia árabe, que mais tarde se tornou um elemento importante em sua obra de arte. Ele também é primo distante do advogado de direitos humanos sudanês, Amin Mekki Medani.
De 1949 a 1950, ele estudou arte fênica na Escola de Design do Gordon Memorial College, que mais tarde se tornou a Universidade de Cartum. Possuindo uma bolsa de estudos, ele posteriormente foi para a Slade School of Fine Art em Londres, de 1954 a 1957. Nesta escola de arte, El-Salahi foi exposto à educação europeia, aos círculos modernos e às obras de artistas que gradualmente influenciaram sua arte. Estudar em Londres também lhe permitiu tomar sinais formais e ideológicos da pintura modernista, o que o ajudou a alcançar um equilíbrio entre expressão pura e liberdade gestual.  Em 1962, recebeu uma bolsa da UNESCO para estudar nos Estados Unidos, de onde visitou a América do Sul. De 1964 a 1965, ele voltou aos EUA com o apoio da Fundação Rockefeller, e em 1966, ele liderou a delegação sudanesa durante o primeiro Festival Mundial das Artes Negras em Dakar, Senegal. Além de representar o Sudão no Festival Mundial de Artes Negras, El-Salahi fez parte da delegação sudanesa no primeiro Festival Cultural pan-africano em Argel em 1969. Ambos esses eventos foram importantes e significativos nos movimentos de arte africana moderna.

## Carreira
Após terminar seu ensino, ele voltou ao Sudão. Durante este período, ele usou a caligrafia árabe e outros elementos da cultura islâmica que desempenharam um papel na sua vida cotidiana. Tentando se conectar com sua herança, El-Salahi começou a encher seu trabalho com símbolos e marcas de pequenas inscrições árabes. Na medida que ele avançava na incorporação da caligrafia árabe em seu trabalho, começava a produzir símbolos de formas de animais, humanos e plantas, proporcionando um novo significado às suas obras de arte. El-Salahi aprendeu a combinar estilos artísticos europeus com temas tradicionais sudaneses, o que resultou em um tipo de arte surrealista influenciado por africanos. De 1969 a 1972, El-Salahi foi assistente de agregado cultural na Embaixada do Sudão em Londres. Depois disso, ele voltou ao Sudão como diretor de cultura no governo de Jaafar Nimeiri, e depois foi Subsecretário no Ministério da Cultura e Informação até setembro de 1975.

### Prisão
No ano de 1975, ele foi preso por seis meses e oito dias por ser acusado de participar de um golpe anti-governo.
Durante o período de prisão de El-Salahi, muitos intelectuais e alguns membros do Partido Comunista do Sudão também foram enviados para a prisão. A liberdade de El-Salahi foi despojada na Prisão de Kober, em Cartum; os prisioneiros não podiam escrever ou desenhar, e se um prisioneiro fosse pego com papel ou lápis, ele seria punido com prisão solitária por quinze dias. Apesar disso, El-Salahi conseguiu encontrar um lápis e muitas vezes usava os sacos de papel castanho com os quais se distribuía a comida para desenhar. El-Salahi rasgava o saco em inúmeras peças e podia usar os 25 minutos de exercício que recebia diariamente para esboçar ideias para pinturas enormes. Ele também desenhava secretamente e enterrava pequenos desenhos na areia para manter suas ideias.
El-Salahi lembra que o diretor de segurança lhe disse que, se não fosse por Bona Malwal, "eles nunca teriam libertado você', pois ele deveria ser executado." El-Salahi foi libertado em 16 de março de 1976, e não guardou nenhum dos desenhos que fez na prisão; ele os deixou todos enterrados. Em seguida, alugou uma casa na região de Banat, em Ondurmã, por um curto período de tempo. Dois anos após sua libertação da prisão, ele saiu do Sudão e por alguns anos trabalhou e viveu em Doha, no Catar, antes de ir para em Oxford, Reino Unido.

## Produção artística

Visão da Tumba (1965) na Coleção Phillips em 2023

O trabalho de El-Salahi desenvolveu-se através de várias fases. Seu primeiro período foi durante os anos 1950, 1960 e 1970, dominado por formas e linhas elementais. Durante as duas décadas seguintes, El-Salahi usou tons mais sutis e terrenos em sua paleta de cores. Segundo Ibrahim El-Salahi: "Eu limitei meu esquema de cores a tons sombrios, usando preto, branco, sienna queimada e ócres amarelos, que se assemelhavam às cores da terra e tons de cor da pele das pessoas em nossa parte do Sudão. Tecnicamente, isso adicionou profundidade à imagem". A seleção de cores que El-Salahi escolheu neste período formativo reflete a paisagem do Sudão, tentando conectar maiores preocupações da sociedade, enquanto cria uma estética sudanesa única através de seu trabalho. Escrevendo no Financial Times, o crítico Jackie Wullschlager disse que grande parte das obras de El-Salahi deste período "estão infundidas com a luz incansavelmente brilhante sudanesa, cor terrestre e uma sensação palpável de uma paisagem seca e ar quente seco", observando que obras como Visão da Tumba (1965) caracterizam esse estilo, com "formas e cores meio percebidas" do fundo escuro. Após este período, seu trabalho se tornou meditativo, abstrato e orgânico, usando novas cores quentes e brilhantes e figuras humanas e não-humanas abstratas, renderizadas através de formas geométricas. Grande parte de seu trabalho tem sido caracterizado por linhas, enquanto ele usa principalmente tinta branca e preta. Como El-Salahi resumiu, "Não há pintura sem desenho e não há forma sem linha ... no final todas as imagens podem ser reduzidas a linhas".  Além disso, suas obras de arte muitas vezes incluem tanto a caligrafia islâmica quanto motivos africanos, como formas alongadas de máscaras.   Algumas de suas obras como "Allah e o Muro da Confrontação" (1968) e "O Último Som" (1964) mostram elementos característicos da arte islâmica, como a forma da lua crescente. No final dos anos 1970 e início dos anos 1980, El-Salahi viveu no Qatar, onde se concentrou em desenhar em preto e branco. Muitos de seus admiradores não sabiam de sua residência no Qatar, e El-Salahi achou que essa distância era "aliviadora", pois ele poderia usar o tempo para se tornar mais experimental. 
El-Salahi é considerado um pioneiro na arte moderna sudanesa e foi membro da "Escola de Arte Moderna de Cartum", fundada por Osman Waqialla, Ahmad Mohammed Shibrain, Tag el-Sir Ahmed e Salahi. Outros membros deste movimento artístico eram poetas, romancistas e críticos literários da "Escola do Deserto", que também procuraram estabelecer uma nova identidade cultural sudanesa.  Uma das principais áreas de foco para a Escola de Cartum foi criar um estilo de estética moderna sudanês e não confiar apenas em influências ocidentais.  Na década de 1960, ele foi brevemente associado ao Mbari Club em Ibadan, Nigéria. Em uma entrevista com Sarah Dwider, curadora do Guggenheim Abu Dhabi, El-Salahi comentou sobre o tempo que passou na Nigéria e o impacto que teve em seu trabalho: "Minha breve visita à Nigéria no início dos anos 1960 me deu a chance de me conectar artisticamente com uma parte dinâmica do continente africano, abrindo-me para influenciar e ser influenciado". 
Ele começou explorando manuscritos Copta, o que o levou a experimentar a caligrafia árabe. Finalmente, ele desenvolveu seu próprio estilo e estava entre o grupo de artistas que elaborou a Caligrafia árabe em suas pinturas modernistas, em um estilo que ficou conhecido como movimento de arte Hurufiyya . 
Em uma entrevista ao The Guardian em 2013, El-Salahi explicou como ele chegou a usar a caligrafia em suas obras de arte. Após o seu retorno ao Sudão em 1957, ele ficou desapontado com a baixa frequência em suas exposições e refletia sobre como gerar interesse público:
"Organizei uma exposição em Cartum de naturezas-mortas, retratos e nus. As pessoas vieram à abertura apenas para os refrigerantes. Depois disso, ninguém veio. [Foi] como se não tivesse acontecido. Fiquei completamente preso durante dois anos. Eu ficava me perguntando Por que as pessoas não podiam aceitar e aproveitar o que eu tinha feito. [Depois de refletir sobre o que permitiria que seu trabalho ressoasse com as pessoas], comecei a escrever pequenas inscrições Árabes nos cantos de minhas pinturas, quase como selos postais, e as pessoas começaram a vir em minha direção. Espalhei as palavras sobre a tela, e elas chegaram um pouco mais perto. Então comecei a quebrar as letras para descobrir o que lhes dava significado, e uma caixa de Pandora se abriu. Formas animais, formas humanas e formas vegetais começaram a emergir desses símbolos outrora abstratos. Foi quando comecei a trabalhar. As imagens acabaram de chegar, como se o estivesse a fazer com um espírito que não sabia que tinha."
Mesmo com mais de 90 anos, El-Salahi continuou sua produção artística como uma nova forma de expressão, ele criou esculturas em forma de árvores para o Regent's Park, em Londres, inspiradas nas árvores haraz de sua terra natal. Uma exposição intitulada "Desenhos para Alívio da Dor", inaugurada em Nova York em outubro de 2022, apresentou seus desenhos experimentais em pedaços de papel, envelopes e embalagens de medicamentos, uma atividade que ele usava para "escapar" de sua dor crônica nas costas. 

## Reconhecimento e grandes exposições
As obras de El-Salahi foram exibidas em inúmeras exposições e estão representadas em coleções como a Tate Modern, o Museu de Arte Moderna e a Fundação de Arte de Sharjah . Em 2001, ele foi homenageado com o Prince Claus Award  da Holanda.   No verão de 2013, uma grande exposição retrospectiva de cem obras foi apresentada na galeria Tate Modern, em Londres - a primeira retrospectiva da Tate dedicada a um artista africano. 
De novembro de 2016 a janeiro de 2017, o trabalho de El-Salahi foi apresentado com destaque na primeira exposição abrangente dedicada ao movimento artístico modernista no Sudão, intitulada The Khartoum School: The Making of the Modern Art Movement in Sudan (1945-presente) na Sharjah Art Foundation nos Emirados Árabes Unidos .  
Em 2018, o Museu Ashmolean em Oxford, Reino Unido, apresentou uma exposição individual da obra de El-Salahi.  Esta exposição permitiu aos visitantes apreciar trabalhos antigos, bem como alguns de seus trabalhos mais recentes. Esta exposição também combinou suas obras com objetos sudaneses antigos da coleção principal do museu como exemplos de obras de arte tradicionais. Um dos principais aspectos desta exposição foi o uso da árvore Haraz de El-Salahi. Esta árvore é uma espécie de acácia nativa encontrada comumente no Rio Nilo e que simboliza 'o caráter sudanês' para o artista.  Como salientou o acadêmico Salah M. Hassan: “A série ‘Árvores’ demonstrou não só a resiliência e a produtividade de El-Salahi, como também revela a capacidade do artista de se reinventar, permanecendo ao mesmo tempo na vanguarda da exploração e da criatividade.” 
 
El-Salahi's accomplishments offer profound possibilities for both interrogating and repositioning African modernism in the context of modernity as a universal idea, one in which African history is part and parcel of world history. El-Salahi has been remarkable for his creative and intellectual thought, and his rare body of work, innovative visual vocabulary, and spectacular style have combined to shape African modernism in the visual arts in a powerful way.— Ibrahim El-Salahi and the making of African and transnational Modernism

## Vida pessoal
De acordo com um artigo de revista acadêmica da African Arts, El-Salahi tem uma forte fé no Islamismo e é membro da ordem Khatmyia Sufi. Reza cinco vezes por dia e também antes de trabalhar em suas obras de arte. Como outros sufis, El-Salahi vê a oração como uma maneira de estabelecer uma conexão entre o criador e o criado.